# Tomàs Caballé i Clos
Tomàs Caballé i Clos (Barcelona, 1870 - Barcelona, 4 d'agost de 1951) va ser un escriptor, periodista, advocat, historiador i cronista català.
Professionalment, exercí d'advocat criminalista i també col·laborà en la premsa barcelonina, a periòdics com “El Liberal” o “El Diluvio”, sovint amb el pseudònim de "Fermín". El 1930 era el president del “Partido Liberal Romanonista”. Després del 1939 publicà llibres de records: Barcelona de antaño (1944), La criminalidad en Barcelona (1885-1908) (1945), Los viejos cafés de Barcelona (1946) i José Anselmo Clavé y su tiempo (1945). També va publicar Barcelona roja: dietario de la revolución (julio 1936-enero 1939), un dietari dels fets quotidians de l'època de la Guerra Civil, a Catalunya, explicats a la manera d'una crònica. Una anècdota o curiositat respecte a aquest llibre és el fet que tenia preparades dues introduccions diferents segons quin fos el bàndol vencedor de la guerra. L'editorial Freixent va publicar pòstumament El Belén catalán espejo del Belén mundial. També fou organitzador d'alguna de les edicions de l'Exposició Universal de Barcelona.
El 1950 rebé de l'Ajuntament de Barcelona el títol de Cronista de la vila de Barcelona.
Es va casar amb Assumpta Vilardell i Arpa. Fou president honorari de la Societat Coral Euterpe i de l'Associació d'Amics de la Ciutat de Barcelona. Fou també president del Centre Liberal Radical Català.